# Saison 2007-2008 du Standard Fémina de Liège
Maillots
Chronologie
Saison précédente Saison suivante
Cet article traite de la saison 2007-2008 du Standard Fémina de Liège.
Le Standard Fémina de Liège va vivre une saison qui va l'amener, pour la 5e fois consécutive, hors du podium. Comme c'est souvent le cas, le club liégeois va faire illusion mais lors des matchs décisifs, ne va pas pouvoir sauter l'obstacle. C'est la Coupe qui maintiendra le Standard Fémina de Liège en éveil jusqu'à la fin de saison avec, toutefois, un arrêt en demi-finales.

## Faits marquants
- Le Standard Fémina de Liège fait match nul (1-1), lors de la première journée, contre le RSC Anderlecht. Cela met fin à une longue série de défaites face au rival bruxellois.
- Suit une défaite contre le KFC Lentezon Beerse, une équipe de bas de classement. Ce qui met les Liégeoises en mauvaise posture: 1 point sur 6.
- Le Standard Fémina de Liège se reprend, lors de la troisième journée, en atomisant Oud-Heverlee Louvain (2-8) sur ses terres. Ce sera aussi le cas lors du match-retour (8-1).
- Le club liégeois se présente chez le champion en titre, le KFC Rapide Wezemaal avec un 12 sur 12. Le Standard Fémina de Liège manque de peu de causer la surprise mais s'en repartira bredouille (4-3).
- Pour la dernière journée du 1er tour, le Standard Fémina de Liège ne fera pas illusion chez le futur champion, le KVK Tirlemont (4-0).
- Après la trêve, le RSC Anderlecht se venge du match nul de l'aller (2-0).
- Le match contre le KFC Rapide Wezemaal va donner lieu à un beau spectacle et se terminera sur un score peu commun (4-5).
- Par après, un match nul à domicile (2-2) contre le futur descendant, Kontich FC et une défaite au Dames VK Egem va faire que le Standard Fémina de Liège terminera au pied du podium.
- Les Liégeoises terminent le championnat par une victoire de prestige (3-1) contre le nouveau champion, le KVK Tirlemont.

## Équipements
| Marque          | Umbro |
| Sponsor maillot | Base  |

## Staff Technique
| Fonction                | Nom              | Nationalité | Au club depuis |
| ----------------------- | ---------------- | ----------- | -------------- |
| Entraineur principal    | Momo Ayed        | Belgique    | 2005           |
| Entraineur des gardiens | Dany Decroupet   | Belgique    | 1997           |
| Préparatrice physique   | Anne Radermacher | Belgique    | 2007           |
| Directrice technique    | Fery Ferraguzzi  | Italie      | 1980           |

## Effectif
|                   |          |      |                          |  |  |  |
| Pauline Austenne  | Belgique |      |                          |  |  |  |
| Delphine Barbason | Belgique | 1994 | Formée au club           |  |  |  |
| Audrey Bodson     | Belgique |      |                          |  |  |  |
| Maud Coutereels   | Belgique | 2003 | Étoile Rouge de Belgrade |  |  |  |
| Cécile De Gernier | Belgique | 2007 | FCF White Star Woluwé    |  |  |  |
| Marjory Guiset    | Belgique | 1993 | Formée au club           |  |  |  |
| Julie Grégoire    | Belgique | 2006 | RFC Rhisnois             |  |  |  |
| Dorien Guilliams  | Belgique | 2007 | DV Borgloon              |  |  |  |
| Florine Henry     | Belgique | 2005 | Templiers-Neupré         |  |  |  |
| Cécile Ibanez     | Belgique | 1996 | Formée au club           |  |  |  |
| Kelly Nijns       | Belgique | 2007 |                          |  |  |  |
| Karima Ouazza     | Belgique | 2003 | R.Battice FC             |  |  |  |
| Mélissa Ranson    | Belgique | 2003 | Étoile Rouge de Belgrade |  |  |  |
| Tina Scorsone     | Belgique | 2001 | Hewian Girls Lanaken     |  |  |  |
| Nadeige Sonnet    | Belgique | 2001 | FC Ougrée                |  |  |  |
| Berit Stevens     | Belgique | 2007 | KFC Rapide Wezemaal      |  |  |  |
| Kelly Theunissen  | Pays-Bas | 2005 | Hewian Girls Lanaken     |  |  |  |
| Katrien Torfs     | Belgique | 2007 | Oud-Heverlee Louvain     |  |  |  |
| Sofie Van Houtven | Belgique | 2003 | RSC Anderlecht           |  |  |  |
| Ingrid Vanherle   | Belgique | 2006 | Oud-Heverlee Louvain     |  |  |  |

### Transferts
| Nom                | Nationalité sportive | Dernier club          |
| ARRIVÉES           |                      |                       |
| Cécile De Gernier  | Belgique             | FCF White Star Woluwé |
| Dorien Guilliams   | Belgique             | DV Borgloon           |
| Kelly Nijns        | Belgique             | Oud-Heverlee Louvain  |
| Berit Stevens      | Belgique             | KFC Rapide Wezemaal   |
| Katrien Torfs      | Belgique             | Oud-Heverlee Louvain  |
| DÉPARTS            |                      |                       |
| Jessica Bijnens    | Belgique             | DV Borgloon           |
| Marie Colard       | Belgique             | arrêt                 |
| Adeline Médard     | Belgique             | KVK Tirlemont         |
| Sylvianne Mignolet | Belgique             | arrêt                 |
| Laurène Pasqualone | Belgique             | DV Borgloon           |
| Valérie Pasqualone | Belgique             | DV Borgloon           |

## Les résultats

### Classement final
Le Standard Fémina de Liège termine 4e avec 54 points, 17 victoires, 3 nuls, 6 défaites avec 76 buts marqués et 40 encaissés.

### Championnat de Belgique
| Journée | Date       | Club visité              | Club visiteur            | Score | Buts liégeois                                                                     | Cartes liégeoises                 |
| ------- | ---------- | ------------------------ | ------------------------ | ----- | --------------------------------------------------------------------------------- | --------------------------------- |
| 1       | 01/09/2007 | Standard Fémina de Liège | RSC Anderlecht           | 1 - 1 | Audrey Bodson                                                                     |                                   |
| 2       | 08/09/2007 | KFC Lentezon Beerse      | Standard Fémina de Liège | 3 - 1 | Kelly Theunissen                                                                  | Berit Stevens                     |
| 3       | 22/09/2007 | Oud-Heverlee Louvain     | Standard Fémina de Liège | 2 - 8 | Kelly Nijns (4), Audrey Bodson, Ingrid Vanherle, Cécile De Gernier, Katrien Torfs | Ingrid Vanherle Katrien Torfs     |
| 4       | 06/10/2007 | Standard Fémina de Liège | DV Famkes Merkem         | 3 - 0 | Kelly Theunissen (2), Plaetevoet (csc)                                            |                                   |
| 5       | 13/10/2007 | Sinaai Girls             | Standard Fémina de Liège | 0 - 2 | Nadeige Sonnet, Maud Coutereels                                                   | Ingrid Vanherle Nadeige Sonnet    |
| 6       | 03/11/2007 | Standard Fémina de Liège | VC Dames Eendracht Alost | 2 - 0 | Cécile De Gernier, Ingrid Vanherle                                                | Nadeige Sonnet                    |
| 7       | 10/11/2007 | KFC Rapide Wezemaal      | Standard Fémina de Liège | 4 - 3 | Kelly Nijns (2), Cécile De Gernier, Ingrid Vanherle                               | Katrien Torfs Berit Stevens       |
| 8       | 17/11/2007 | Standard Fémina de Liège | K.Vlimmeren Sport        | 1 - 1 | Kelly Nijns                                                                       | Maud Coutereels Kelly Nijns       |
| 9       | 24/11/2007 | Kontich FC               | Standard Fémina de Liège | 1 - 3 | Dorien Guilliams, Ingrid Vanherle, Florine Henry                                  |                                   |
| 10      | 01/12/2007 | Standard Fémina de Liège | Dames VK Egem            | 3 - 0 | Maud Coutereels, Cécile De Gernier, Kelly Theunissen                              |                                   |
| 11      | 08/12/2007 | DVC Zuid-West Vlaanderen | Standard Fémina de Liège | 2 - 4 | Kelly Nijns (2), Katrien Torfs, Maud Coutereels                                   |                                   |
| 12      | 15/12/2007 | Standard Fémina de Liège | FCF White Star Woluwé    | 2 - 0 | Kelly Nijns, Katrien Torfs                                                        | Florine Henry                     |
| 13      | 22/12/2007 | KVK Tirlemont            | Standard Fémina de Liège | 4 - 0 |                                                                                   | Berit Stevens                     |
| 14      | 12/01/2008 | RSC Anderlecht           | Standard Fémina de Liège | 2 - 0 |                                                                                   | Ingrid Vanherle                   |
| 15      | 19/01/2008 | Standard Fémina de Liège | KFC Lentezon Beerse      | 6 - 1 | Kelly Nijns (3), Florine Henry, Cécile De Gernier, Audrey Bodson                  |                                   |
| 16      | 26/01/2008 | Standard Fémina de Liège | Oud-Heverlee Louvain     | 8 - 1 | ?                                                                                 | ?                                 |
| 17      | 09/02/2008 | DV Famkes Merkem         | Standard Fémina de Liège | 1 - 3 | Ingrid Vanherle, ?, ?                                                             | Tina Scorsone                     |
| 18      | 23/02/2008 | Standard Fémina de Liège | Sinaai Girls             | 2 – 1 | Maud Coutereels, Nadeige Sonnet                                                   | Ingrid Vanherle Cécile De Gernier |
| 19      | 08/03/2008 | VC Dames Eendracht Alost | Standard Fémina de Liège | 2 - 4 | Cécile De Gernier (2), Florine Henry, Dorien Guilliams                            | Berit Stevens                     |
| 20      | 15/03/2008 | Standard Fémina de Liège | KFC Rapide Wezemaal      | 4 - 5 | Julie Grégoire (2), Florine Henry, Tina Van der Auwera (csc)                      |                                   |
| 21      | 22/03/2008 | K.Vlimmeren Sport        | Standard Fémina de Liège | 2 - 3 | Dorien Guilliams (2), Katrien Torfs                                               | Florine Henry Kelly Theunissen    |
| 22      | 05/04/2009 | Standard Fémina de Liège | Kontich FC               | 2 - 2 | ?                                                                                 | ?                                 |
| 23      | 12/04/2008 | Dames VK Egem            | Standard Fémina de Liège | 2 - 1 | Maud Coutereels                                                                   | Berit Stevens                     |
| 24      | 19/04/2008 | Standard Fémina de Liège | DVC Zuid-West Vlaanderen | 3 - 0 | Dorien Guilliams, Vanessa Licata, Julie Grégoire                                  | Maud Coutereels                   |
| 25      | 03/05/2008 | FCF White Star Woluwé    | Standard Fémina de Liège | 2 - 4 | Katrien Torfs (2), Kelly Theunissen, Vanessa Licata                               | Berit Stevens Ingrid Vanherle     |
| 26      | 10/05/2008 | Standard de Liège        | KVK Tirlemont            | 3 - 1 | ?                                                                                 | ?                                 |

### Coupe de Belgique
| Tour       | Date       | Club visité                 | Club visiteur            | Score  | Buts liégeois | Cartes liégeoises |
| ---------- | ---------- | --------------------------- | ------------------------ | ------ | --- | ----------------- |
| 1/16       | 20/10/2007 | Ladies Oudernaarde (D3)     | Standard Fémina de Liège | 1 – 10 | Maud Coutereels (2), Cécile De Gernier (2), Nadeige Sonnet (2), Dorien Guilliams, Pauline Austenne, Kelly Nijns, Audrey Bodson | Kelly Theunissen  |
| 1/8        | 02/02/2008 | Standard Fémina de Liège    | KFC Rapide Wezemaal      | 2 – 1  | ? | ?                 |
| 1/4        | 19/03/2008 | VC Moldavo (1e Provinciale) | Standard Fémina de Liège | 0 – 3  | Florine Henry (2), Dorien Guilliams                                                                                            |                   |
| 1/2 aller  | 02/04/2008 | KVK Tirlemont               | Standard Fémina de Liège | 5 – 1  | ? | ?                 |
| 1/2 retour | 01/05/2008 | Standard Fémina de Liège    | KVK Tirlemont            | 2 – 0  | ? | ?                 |

## Buteuses

### Championnat
- 13 buts : Kelly Nijns
- 7 buts : Cécile De Gernier
- 6 buts : Katrien Torfs
- 5 buts : Ingrid Vanherle, Kelly Theunissen, Maud Coutereels, Dorien Guilliams
- 4 buts : Florine Henry
- 3 buts : Audrey Bodson, Julie Grégoire
- 2 buts : Vanessa Licata, Nadeige Sonnet

### Coupe
- 2 buts : Maud Coutereels, Cécile De Gernier, Nadeige Sonnet, Florine Henry
- 1 but : Dorien Guilliams, Pauline Austenne, Kelly Nijns, Audrey Bodson
- 3 buts : Davina Philtjens
- 2 buts : Berit Stevens
- 1 but : Élisa Lomma, Vanessa Licata, Kelly Theunissen, Sofie Verhaegen

#### Note
- Manque 3 matchs en championnat et 3 en Coupe

## Cartes

### Rouges
- 1 Nadeige Sonnet, Kelly Nijns (2 jaunes)

### Jaunes
- 6: Berit Stevens
- 5: Ingrid Vanherle
- 2: Maud Coutereels, Kelly Theunissen (Coupe)
- 1 Nadeige Sonnet, Tina Scorsone, Cécile De Gernier, Kelly Nijns

### Note
- Manque 6 matchs